# Langbroek (plaats)

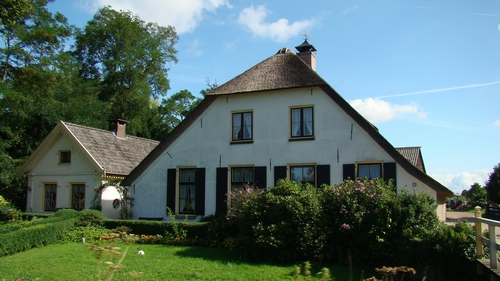
Boerderij bij Langbroek

Langbroek is een dorp binnen de gemeente Wijk bij Duurstede in de Nederlandse provincie Utrecht. In 2023 had het 2.510 inwoners. Langbroek staat vooral bekend om zijn vele kastelen, deze staan vooral langs de Langbroekerwetering.
Vanaf het prille begin vormde Nederlangbroek een gerecht dat in het bezit was van de domproosdij van Utrecht. Pas in 1795 kwam er met de Bataafse omwenteling een eind aan die situatie. In de jaren daarna volgde er een serie administratieve wijzigingen tot op 1 januari 1812 de gemeente Langbroek ontstond uit de voormalige gerechten Overlangbroek, Nederlangbroek, Sterkenburg en Hardenbroek. Op 1 januari 1818 werden de voormalige gerechten Sterkenburg en Hardenbroek weer losgemaakt van Langbroek om samen de nieuwe gemeente Sterkenburg te vormen Op 1 januari 1996 werd de gemeente Langbroek bij Wijk bij Duurstede gevoegd.

## Kastelen en landgoederen
- Kasteel Hindersteyn
- Kasteel Lunenburg
- Kasteel Sandenburg
- Kasteel Walenburg
- Kasteel Weerdesteyn
- Poortgebouw Groenesteijn
- Kasteel Zuilenburg

## Monumenten
Een deel van Langbroek is een beschermd dorpsgezicht. Verder zijn er in het dorp tientallen rijksmonumenten.

## Sportverenigingen en ontspanning
Er zijn meerdere sport- en vrijetijdsverenigingen. Het bekendst is de Sportvereniging Langbroek (SVL).

## Onderwijs
- Basisscholen: Piet de Springer, School met de Bijbel

De openbare Piet de Springer school was oorspronkelijk gevestigd in Overlangbroek. Daar is het oude schoolgebouw uit 1913 in gebruik als dorpshuis 'de Oude School'. De school is in 1984 verplaatst naar Nederlangbroek. De school is vernoemd naar Piet de Springer, een van de verzetsnamen van Jan de Bloois die op 30 december 1944 door de Duitse SD op de Brink in Langbroek werd doodgeschoten.
Op de Hervormde begraafplaats te Langbroek werd in 1948 een gedenkteken van Johan van Zweden voor hem opgericht.
- Oorlogsmonument

## Geboren in Langbroek
- Gijsbert Jan van Hardenbroek (1719-1788)
- Gerrit Achterberg, dichter (Langbroek 20 mei 1905 - Leusden 17 januari 1962)
- Evert Drost, collaborateur (1906-1949)

## Bekende inwoners
- John Propitius, organist, componist en koordirigent (Geboren: Baarn, 1953)
- Iris Meerts, burgemeester van Wijk bij Duurstede (Geboren in 1972 te Leiden)[2]

## Evenementen
Ieder jaar wordt in Langbroek op de eerste zaterdag van de maand juli De Schapenmarkt gehouden. Dit evenement wordt sinds 1980 georganiseerd.